# 9665 Inastronoviny
9665 Inastronoviny eller 1996 LA är en asteroid i huvudbältet som upptäcktes den 5 juni 1996 av Kleť-observatoriet i Tjeckien. Den är uppkallad efter Instantní Astronomické Noviny.
Asteroiden har en diameter på ungefär 9 kilometer.